# Agrypon singaporense
Agrypon singaporense là một loài tò vò trong họ Ichneumonidae.